# Кохановка (Одесская область)
Кохановка (укр. Коханівка) — село, относится к Подольскому району Одесской области Украины.
Население по переписи 2001 года составляло 616 человек. Почтовый индекс — 66440. Телефонный код — 4863. Занимает площадь 2,31 км². Код КОАТУУ — 5120282601.

## Местный совет
66440, Одесская обл., Подольский р-н, с. Кохановка